# Westrittrumer See
Der Westrittrumer See (auch Badesee Westrittrum) ist ein oligotrophes Stillgewässer in einem Tagebaurestloch westlich von Westrittrum, im Landkreis Oldenburg in Niedersachsen.  

## Geographie
Der nördliche Westrittrumer See ist etwa 320 × 300 m groß und besitzt 8,7 ha  Wasserfläche. Nur ein Straßendamm trennt ihn vom Badesee.
Der Badesee ist in westlicher und südlicher Richtung ca. 200 m lang. Der westliche Arm ist etwa 70 m breit, der südliche ca. 90 m. Die Wasserfläche beträgt etwa zwei Hektar, die maximale Wassertiefe fünf Meter.
Entstanden ist er als eine ehemalige Sandgrube sich allmählich mit Niederschlagswasser füllte. Der See besitzt keine oberflächigen Zu- oder Abläufe, weshalb er als Himmelsteich gilt.
60 m südlich des Südufers des Sees fließt die Landriede vorbei, ein linker Zufluss der 700 m östlich verlaufenden Hunte, aus deren Grundwassersohle ebenfalls Wasser durchströmt.

## Betrieb
Der See ist für den Badebetrieb freigegeben und der Landkreis Oldenburg überwacht von Mai bis September regelmäßig die Wasserqualität. Die Gemeinde Großenkneten pflegt das Gelände und stellt in den Sommermonaten dort einen Toilettenwagen zur Verfügung. Die Wasserwacht ist nicht vor Ort. Das Gewässer ist durchschnittlich etwa zwei Meter tief, für Nichtschwimmer gibt es einen Flachwasserbereich. Am Südufer befindet sich ein dedizierter FKK-Bereich, der über einen eigenen Zugang von der Straße aus erreicht werden kann.
Am Westufer des Sees befindet sich zudem eine Beachbar, an der Besucher Getränke und Snacks erwerben können. 
Die Uferbereiche werden, bis auf etwas Schilf, regelmäßig von Bewuchs freigehalten. Brutvögel sind dort nicht heimisch und es gibt keinen Fischbesatz.